# نادي استقلال رشت
نادي استقلال رشت لكرة القدم (بالفارسية: استقلال رشت) ، هو نادي رياضي لكرة القدم سابقاً، وكان مقره في مدينة رشت الإيرانية.